# Mănăstirea Brădățel
A nu se confunda cu Mănăstirea Brădițel care este situată în Comuna Grumăzești, Neamț
Mănăstirea Brădățel este o mănăstire ortodoxă de maici, pe stil vechi, situată într-o pădure din satul Brădățel, comuna Horodniceni (județul Suceava). La această mănăstire se poate ajunge de pe drumul Fălticeni - Gura Humorului.

## Istoric
Mănăstirea Brădățel a fost întemeiată în anul 1947, de un grup de maici (Camelia, Epifania, Evtropia și Pahomia) venite de la Mănăstirea Agafton (județul Botoșani), de unde fuseseră nevoite să plece, din cauza prigoanei la care au fost supuse pentru că s-au împotrivit introducerii noului calendar gregorian . În perioada regimului comunist, Mănăstirea Brădățel și obștea de maici a trecut prin prigoane și suferințe. Ca starețe ale mănăstirii au fost maicile Teodosia Teodoru (1886-1970), Epifania Ieremia (1906-1988), Evtropia Bunduc (1911-1999) și Ierusalima Pratina.
După ultima eliberare a sa din închisoare în anul 1971, revenit la Mănăstirea Slătioara, pr. Demostene Ioniță este însărcinat de către IPS Mitropolit Glicherie Tănase cu purtarea de grijă duhovnicească a maicilor din Mănăstirea de stil vechi din satul Brădățel din comuna Horodniceni (județul Suceava). Sub îndrumarea sa, Mânăstirea a devenit o oază duhovnicească, bine organizată, avantajată și de peisajul mirific creat de pădurea din jur.
La data de 13/26 noiembrie 1981, de sărbătoarea Sfântului Ioan Gură de Aur, după o perioadă de douăzeci și patru de ani de preoție și ca o recunoaștere a unor merite deosebite, arhimandritul Demosten Ioniță este hirotonit în Biserica Mănăstirii Slătioara ca episcop-vicar al Bisericii ortodoxe de Stil Vechi din România de către IPS Mitropolit Glicherie Tănase, secondat de P.S. Episcopi Silvestru Onofrei și Cozma Lostun, primind titlul de "Nemțeanul". Datorită conjuncturii materiale nefavorabile a episcopiei pentru care a fost hirotonit, PS Demosten și-a stabilit reședința episcopală la Mănăstirea Brădățel din județul Suceava, de unde coordonează canonic și administrativ întreaga regiune episcopală a Neamțului.
La data de 8 noiembrie 2007, de ziua prăznuirii Sfântului Mare Mucenic Dimitrie, Izvorâtorul de Mir (8/27 octombrie), imediat după săvârșirea Sfintei Liturghii arhierești, a avut loc punerea pietrei de temelie a unei biserici noi și mai mari a așezământului monahal de către IPS Mitropolit Vlasie Mogârzan și PS episcopi Demosten Ioniță, Ghenadie Gheorghe, Sofronie Oțel, Iosif Mogârzan, Teodosie Scutaru, Flavian Bârgăoanu și Antonie Tătaru, în prezența unui numeros sobor de preoți și diaconi .
Mănăstirea de maici de la Brădățel are ca hram sărbătoarea Izvorului Tămăduirii. La praznicul organizat cu prilejul hramului participă episcopii ortodocși de stil vechi din România. În prezent, în Mănăstire viețuiesc 70 de maici.

## Fotogalerie

Drum spre mănăstire
Drum spre mănăstire
Pădurea din jurul mănăstirii
Biserica
Corp de chilii
Corp de chilii
Corp de chilii
Corp de chilii
Mormântul maicilor stareţe